# Johann Nepomuk Beck
Johann Nepomuk Beck (Pest, 5 de maig de 1827 - Viena, 9 d'abril de 1904) va ser un baríton hongarès. Posseïa una veu forta i flexible que s'adapta a l'ús del repertori operístic francès i italià.
Acabada la seva educació musical, debutà amb èxit en el Teatre Alemany de Pest. I després de perfeccionar els seus coneixements a Viena, va recórrer els teatres d'Hamburg, Brema, Colònia, Magúncia i Frankfurt, entrant a formar part des de 1853 del personal de l'Òpera Imperial de Viena, en particular sobresortint en obres de Giacomo Meyerbeer, Mozart i Verdi; alguns anys més tard fou nomenat cantor de cambra; Beck posseïa una bella veu de baríton, potent i flexible, i un talent dramàtic poc comú, i fou el creador a Múnic el 1868 del rol de Hans Sachs en l'òpera Els mestres cantaires de Nuremberg de Richard Wagner.
El 1885 va rebre la seva jubilació.
A finals de 1880, Beck va començar a mostrar signes d'inestabilitat mental i va ser hospitalitzat en una institució mental a Inzersdorf. Finalment li va donar l'alta a principis de 1890 i restà a cura del seu fill, Joseph Beck, que va renunciar a una carrera reeixida d'òpera per tenir cura del seu pare. Tots dos van viure junts i feliços per primera vegada a Viena i després en Presburg (Bratislava moderna) fins que Joseph, va emmalaltir i va morir abans que el seu pare el 1903. Johann morir a l'any següent.